# ویلیام شرویف
ویلیام شرویف (چکی: Viliam Schrojf؛ ۲ اوت ۱۹۳۱ – ۱ سپتامبر ۲۰۰۷) یک بازیکن فوتبال اهل چکسلواکی بود.
از باشگاه‌هایی که در آن بازی کرده‌است می‌توان به باشگاه فوتبال اسلوان براتیسلاوا اشاره کرد. وی سابقه ۳۹ بازی در تیم ملی فوتبال چکسلواکی را در کارنامه دارد.